# Marshallia graminifolia
Marshallia graminifolia là một loài thực vật có hoa trong họ Cúc. Loài này được (Walter) Small mô tả khoa học đầu tiên năm 1898.